# Nortel
Nortel (NYSE: NT) este o companie canadiană producătoare de echipamente de comunicații.
Compania a fost înființată în anul 1882, ca departament tehnic al Bell Telephone Company of Canada.
În septembrie 2009, compania finlandeză Ericsson, cel mai mare producător de rețele de telefonie mobilă din lume, a cumpărat divizia wireless a companiei Nortel, pentru suma de 795,1 milioane euro.
Cifra de afaceri în 2007: 10,9 miliarde USD (11,4 miliarde USD în 2006)

## Achiziții
- iulie 2000: Alteon WebSystems, producător de echipamente și software necesare direcționării conținutului de date de pe Internet către serverele de web, pentru suma de 7,8 milioane de dolari.[4]